# Cuba de ondas

Esquema del dispositivo (en inglés).

La cubeta de ondas es un dispositivo empleado en experimentos relacionados con la propagación de ondas en un medio líquido, preferentemente agua con detergente (para disminuir la tensión del fluido). 
La base del dispositivo es un contenedor rectangular en cuyo fondo se sitúa un espejo. En un extremo se encuentra una barra conectada por un brazo a un motor eléctrico que provoca que la barra realice un movimiento vertical constante. Es posible cambiar la frecuencia del motor para que la velocidad de la barra se modifique. El contenedor se rellena con el líquido.
Sobre todo el conjunto se encuentra un emisor de luz cuyo reflejo, en virtud del espejo, se puede ver en una pantalla sobre la cubeta o directamente sobre el techo. Se deberá mirar hacia allí para observar los resultados de las experiencias.
Para completar los utensilios a emplear en las experiencias, se utilizarán barras metálicas planas que se colocarán sobre la superficie del espejo. Estas actuarán como "espejos" donde las ondas se reflejarán.
Dando un buen empleo puedes hacer que las ondas cambien de forma, si pones dos objetos que obstruyan el paso de la ondas dejando solo una poco de espacio en medio las ondas se propagaran y se generaran en forma de un círculo.
- Datos: Q2544492